# Strafvollzugsgesetz (Österreich)
Das Strafvollzugsgesetz (StVG) regelt in Österreich den judikativen Vollzug von Freiheitsstrafen und den Maßnahmenvollzug (Strafvollzug bei besonderen Umständen) in den Justizanstalten des Bundesministeriums für Justiz sowie Haftersatzstrafen (Erbringung gemeinnütziger Leistungen, Elektronisch überwachter Hausarrest). Insofern gilt das am 26. März 1969 verabschiedete Gesetz auch für den Vollzug von Freiheitsstrafen an Jugendlichen und jungen Erwachsenen, solange das Jugendgerichtsgesetz 1988 (JGG) dem nicht widerspricht.
Die wichtigste Änderung des Strafvollzugsgesetzes stellte das Strafvollzugsanpassungsgesetz dar. Dieses wurde am 11. Juli 1974 beschlossen und passte die Bestimmungen des StVG an das neue Strafgesetzbuch an. Damit fielen die Haftformen Schwerer Kerker, Kerker, Strenger Arrest und Arrest weg und wurden in Strafhaft umgewandelt. Die Strafform der Einweisung in ein Arbeitshaus wurde umgewandelt in Unterbringung in einer Anstalt für gefährliche Rückfallstäter.
Als bedeutsamste Ergänzung des Strafvollzugsgesetzes kann die Vollzugsordnung für Justizanstalten (VZO), ein am 22. Dezember 1995 in Kraft getretener Erlass des Bundesministeriums für Justiz, angesehen werden. Die Vollzugsordnung bestimmt die Abläufe innerhalb der Justizanstalten, insbesondere deren Organisationsstruktur, genauer.